# Landgericht Stade

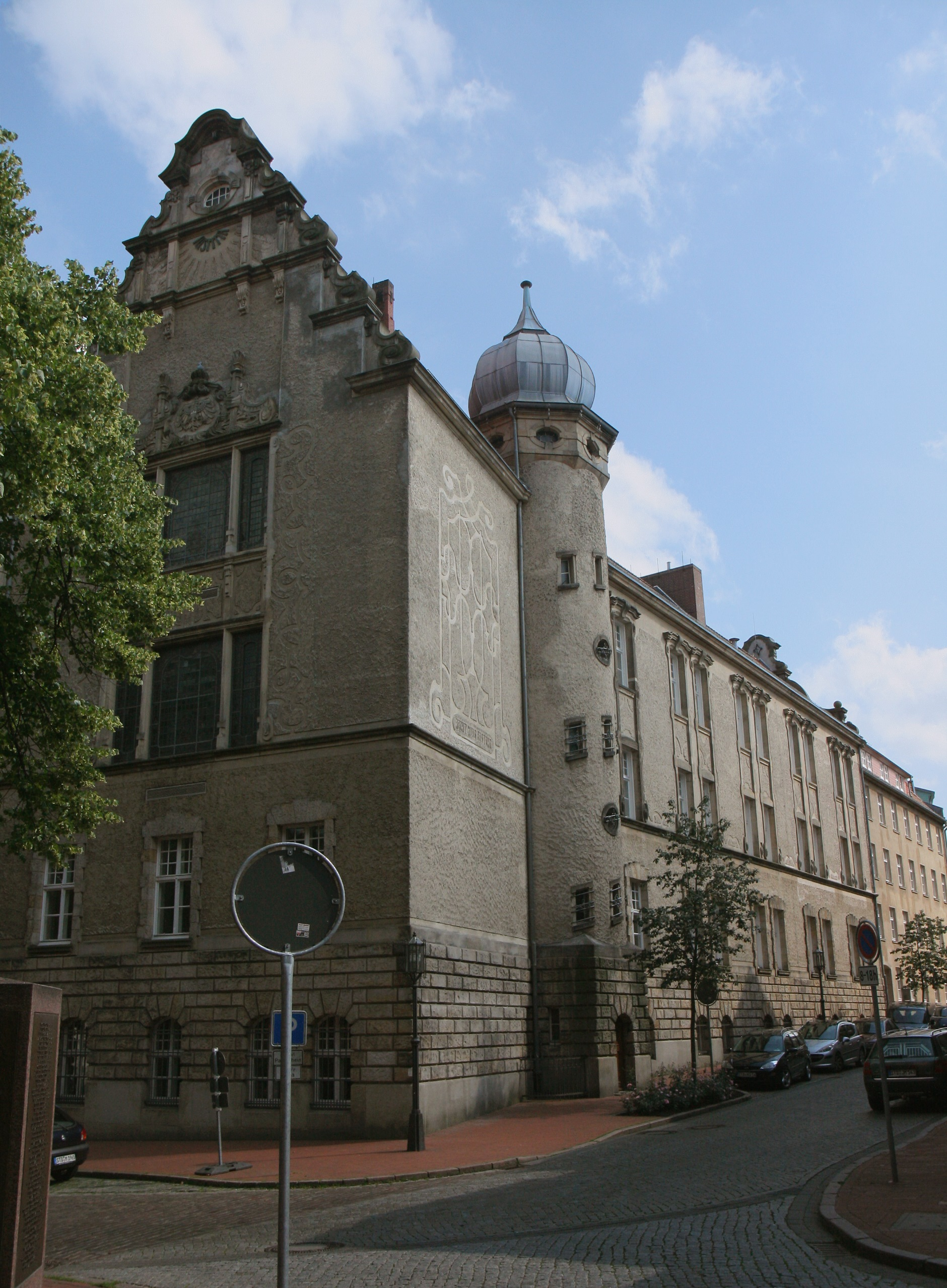
Gerichtsgebäude

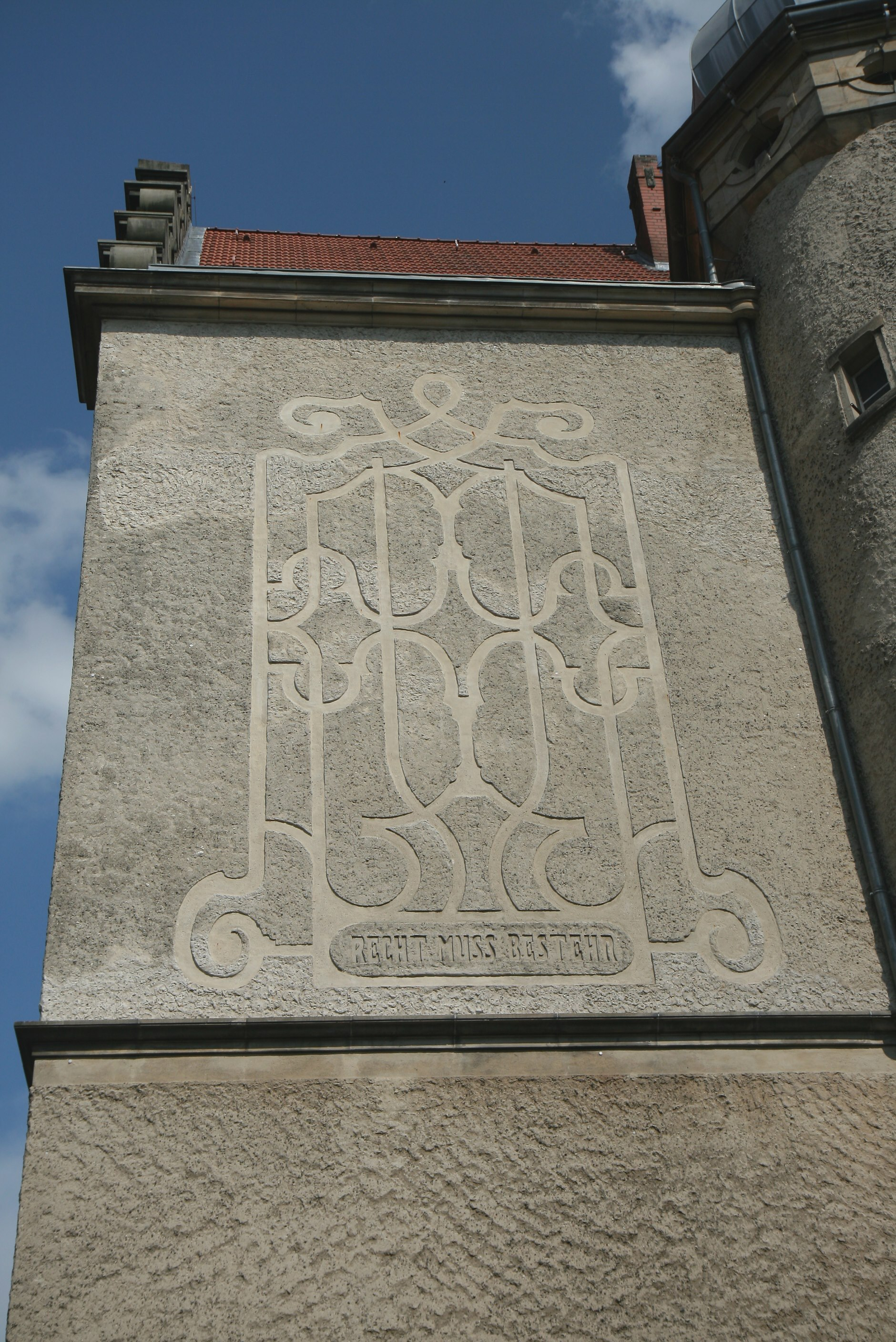
Fassadendetail

Das Landgericht Stade ist ein Gericht der ordentlichen Gerichtsbarkeit mit Sitz in Stade. Es ist eines von elf niedersächsischen Landgerichten.

## Gerichtsbezirk
Der Gerichtsbezirk umfasst das Gebiet zwischen Elbe und Weser.

## Instanzenzug
Dem Landgericht Stade nachgeordnet sind die Amtsgerichte Bremervörde, Buxtehude, Cuxhaven, Langen, Otterndorf, Stade, Tostedt und Zeven. Übergeordnet sind das Oberlandesgericht Celle und der Bundesgerichtshof in Karlsruhe.

## Organisation
Dem Gericht steht als Präsident des Landgerichts Oliver Sporré vor. Das Gericht hat 98 Mitarbeiter, davon 32 Richter. Es wurden zwölf Straf- und zehn Zivilkammern, darunter eine Kammer für Handelssachen, gebildet.

## Geschichte

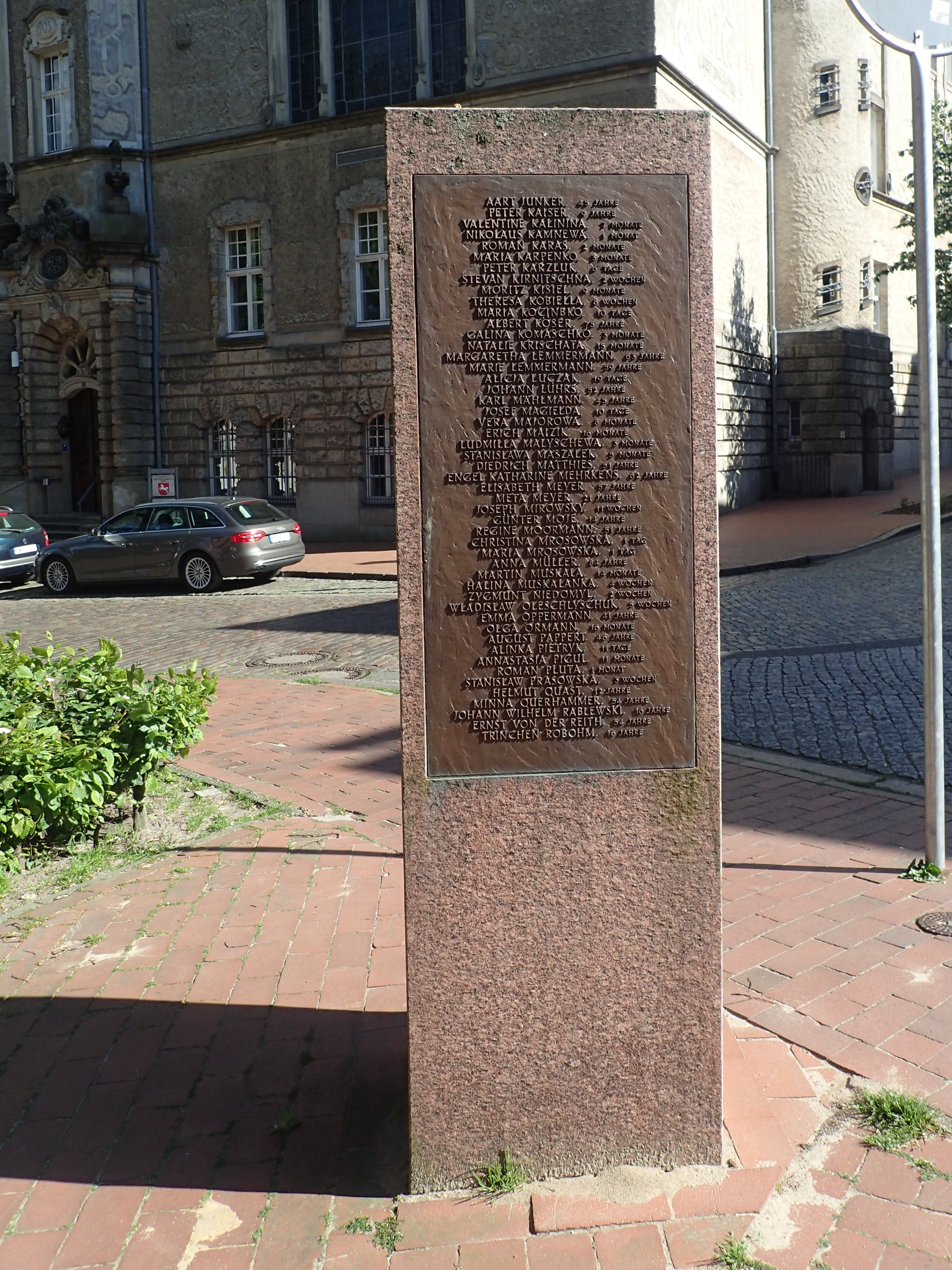
Gedenkstehle an die Opfer des NS-Regimes im Landkreis Stade, gegenüber dem Landgericht Stade

Im Rahmen der Justizreform im Königreich Hannover wurde 1852 in Stade ein Obergericht, das Obergericht Stade errichtet. Nachdem 1877 im Deutschen Reich das Gerichtsverfassungsgesetz verabschiedet worden war, wurden dieses in das Landgericht Stade umgewandelt. Der Bezirk des Landgerichts bestand aus den Kreisen Neuhaus an der Oste, Otterndorf, Geestkreis, Stade und den Stader  Marschkreis sowie den größten Teil des Landkreises Harburg und einem Teil des Landkreises Rotenburg a. d. Wümme. Im Landgerichtsbezirk wohnten 1888 zusammen 199.209 Personen. Am Gericht waren ein Präsident, ein Direktor und 6 Richter beschäftigt. Dem Landgericht waren 11 Amtsgerichte zugeordnet. Dies waren die Amtsgerichte Bremervörde, Buxtehude, Freiburg, Harburg, Jork, Neuhaus an der Oste, Osten, Otterndorf, Stade, Tostedt und Zeven.

### NS-Zeit
In der Zeit des Nationalsozialismus wurde die ordentliche Rechtsprechung im Landkreis Stade zunehmend außer Kraft gesetzt. Die polizeilichen Befugnisse wurden sowohl an die geltende Rechtsprechung angepasst als auch willkürlich darüber hinaus ausgedehnt sowie politische Verfahren von neu geschaffenen Gerichten an sich gezogen. Die nationalsozialistische Exekutive vereinnahmte die Judikative immer weiter. Dies gilt insbesondere für das NS-Sondergericht im Stader Landgerichtsbezirk, an dem noch am 19. April 1945 der Amtsgerichtsrat Scheer (geb. 1. April 1889) vom damaligen Landgerichtspräsidenten Dr. Hans Roth zum Sonderrichter ernannt wurde. Nach Kriegsende stellte sich am 20. Februar 1947 u. a. ausgerechnet Scheer mit einer positiven Bewertung des amtierenden Landgerichtspräsident Georg Quittel für das Amt des Spruchkammervorsitzenden zur Verfügung.

### Nachkriegszeit
Das Landgericht Stade ist ein Beispiel für den Aufstieg früherer NS-Juristen in der Nachkriegszeit. So stieg der frühere SS-Hauptscharführer Karl Brumm (* 07.08.1902, † 10.04.1965), der als NS-Sonderrichter in Schwerin noch kurz vor Kriegsende Todesurteile wegen Nichtigkeiten verhängte, nach dem Krieg zum Landgerichtsdirektor in Stade auf. Gegen ihn eröffnete 1960 die Staatsanwaltschaft bei dem Oberlandesgericht Braunschweig ein Ermittlungsverfahren wegen Rechtsbeugung in Tateinheit mit Totschlag, u. a. weil er drei Roma erschoss, die auf dem „Evakuierungsmarsch“ zwischen Ravensbrück und Malchow 1945 austreten wollten. Das Verfahren wurde 1964 wegen Ablebens des Angeklagten eingestellt.
Nach dem Zweiten Weltkrieg verzeichnete die Staatsanwaltschaft des Landgerichts Stade empfindliche Verluste bei der Prozessüberlieferung aus der NS-Zeit, die die Vermutung nahelegen, dass Interessierte die Akten verschwinden ließen. Eine im Jahre 1966 durch den niedersächsischen Justizminister erlassene Verfügung zur Aussetzung von Aktenaussonderungen bei Strafakten aus der Zeit vom 1.1.1933 - 8.5.1945, die ursprünglich NS-Akten vor der Vernichtung bewahren sollte, führte zunächst dazu, dass bereits als archivwürdig gekennzeichnete Akten nicht an das Staatsarchiv abgegeben wurden. Unsachgemäße Lagerung der Akten und eine dann von der Staatsanwaltschaft eigenmächtig durchgeführte Aussonderung führten 1975 zur Vernichtung des überwiegenden Teils dieser Überlieferung. Der Zuständigkeitsbereich der Staatsanwaltschaft Stade umfasste bis 1936 das für die Opposition gegen das NS-Regime wichtige Gebiet Harburg-Wilhelmsburg.

### Landesarbeitsgericht Harburg
Gemäß Arbeitsgerichtsgesetz vom 23. Dezember 1926 wurden in Deutschland Arbeitsgerichte gebildet. Diese waren nur in der ersten Instanz unabhängig, die Landesarbeitsgerichte waren den Landgerichten zugeordnet. Am Landgericht Stade entstand so 1927 das Landesarbeitsgericht Harburg als eines von drei Landesarbeitsgerichten im Bezirk des Oberlandesgerichtes Celle. Dem Landesarbeitsgericht Altona waren folgende Arbeitsgerichte zugeteilt: Arbeitsgericht Bremervörde, Arbeitsgericht Harburg, Arbeitsgericht Lüneburg, Arbeitsgericht Stade und Arbeitsgericht Uelzen.

### Landesarbeitsgericht Stade
Als Harburg durch das Groß-Hamburg-Gesetz von 1937 nach Hamburg eingemeindet wurde, wurde das Landesarbeitsgericht Harburg zum 31. März 1937 aufgehoben und ein Landesarbeitsgericht Stade gebildet. Diesem waren folgende Arbeitsgerichte zugeteilt: Arbeitsgericht Bremervörde, Arbeitsgericht Cuxhaven, Arbeitsgericht Lüneburg, Arbeitsgericht Stade und Arbeitsgericht Uelzen. Das Arbeitsgericht Harburg kam zum Landesarbeitsgericht Hamburg.
Nach der Besetzung Deutschlands durch die Alliierten wurden 1945 zunächst alle Gerichte geschlossen. Die ordentlichen Gerichte wurden schon bald wieder eröffnet, während die Arbeitsgerichte zunächst nicht wieder eingerichtet wurden, so dass arbeitsgerichtliche Streitigkeiten von den ordentlichen Gerichten erledigt werden mussten. Gemäß Kontrollratsgesetz 21 sollten in Deutschland Arbeitsgerichte aufgebaut werden. Für Niedersachsen entstand das Landesarbeitsgericht Niedersachsen, in Stade wurde kein Landesarbeitsgericht mehr errichtet.

## Präsidenten
Die Liste nennt die Präsidenten des Landgerichts Stade von 1859 bis heute:
- Andreas Friedrich Leon Carl von Müller (* 5. Mai 1814, † 14. September 1885), 1859-1885, Buchholtz, 1885-1887, Ehrenbürger der Stadt Stade
- Bernhard Nolte (* 1. Februar 1829 zu Lüneburg, † 1. August 1893), 1887-1893
- Justus von Schmidt-Phiseldeck (* 29. April 1843 zu Celle, † 13. Oktober 1914), 1896-1914
- Franz Wieacker sen. (* 13. September 1874 in Hofgeismar; † 1958 in Göttingen), Präsident des LG Stade von 1930 bis 1939; Vater von Franz Wieacker jun.
- Hans Roth (* 12. Januar 1886 in Alsleben/Saale)
- Alois Klein (* 8. Juni 1899 in Altenwall, Kreis Cosel)
- Wilhelm Ackemann (* 20. März 1890 in Obernkirchen, Grafschaft Schaumburg)
- Conrad Parey (* 6. April 1899 in Schwerin; † 19. August 1983 in Hamburg-Harburg)[10], Präsident von 1957 bis 1965; Träger des Bundesverdienstkreuzes.
- Herbert Schraps (* 13. Januar 1913 in Ölsnitz/Erzgebirge, † 6. Juli 1973), Präsident 1965-1973.
- Wolf-Gerhard März (* 28. Februar 1929, † 4. Oktober 1992 in Stade)[11]; Herausgeber der Sammlung Niedersächsischer Gesetze bei C. H. Beck, Präsident 1973-1992.
- Christa Biermann (* 5. August 1937, † 18. März 2022)[12], Präsidentin 1993–2002.
- Carl-Fritz Fitting, Präsident 2002-2018[13]
- Ingrid Stelling, Präsidentin 2021-2024
- Oliver Sporré, Präsident seit 2025.